# Elecciones municipales de 2019 en Villalbilla
Las elecciones municipales de 2019 se celebraron en Villalbilla el domingo 26 de mayo, de acuerdo con el Real Decreto de convocatoria de elecciones locales en España dispuesto el 1 de abril de 2019 y publicado en el Boletín Oficial del Estado el día 2 de abril. Se eligieron los 17 concejales del pleno del Ayuntamiento de Villalbilla, a través de un sistema proporcional (método d'Hondt), con listas cerradas y un umbral electoral del 5 %.

## Resultados
Tras las elecciones, el partido vecinal PIM-Villalbilla se proclamó ganador con 10 escaños, manteniendo su mayoría absoluta como en la anterior legislatura; el PP perdió uno de sus escaños, quedándose con 2 de ellos; Ciudadanos perdió un escaño al conseguir 1 de los 17; el partido municipal Somos Villalbilla se mantuvo con 1 escaño en el consistorio al igual que el PSOE; por su parte, Vox consiguió entrar con 2 escaños al consistorio.
| Candidatura                   | Candidatura                              | Candidato                      | Votos | %                                       | Escaños                                 |
| ----------------------------- | ---------------------------------------- | ------------------------------ | ----- | --------------------------------------- | --------------------------------------- |
|                               | PIM-Villalbilla                          | Antonio Barahona Menor         | 3428  | 51,87                                   | 10                                      |
|                               | Partido Popular (PP)                     | Antonio Fernando López Álvarez | 759   | 11,48                                   | 2                                       |
|                               | Vox                                      | Víctor Sánchez Sánchez         | 692   | 10,47                                   | 2                                       |
|                               | Ciudadanos-Partido de la Ciudadanía (Cs) | Carlos José Sánchez Balsalobre | 612   | 9,26                                    | 1                                       |
|                               | Partido Socialista Obrero Español (PSOE) | David Belinchón Santamaría     | 540   | 8,17                                    | 1                                       |
|                               | Somos Villalbilla                        | Silvia Amela Antolín           | 402   | 6,08                                    | 1                                       |
| Izquierda Unida-Madrid en Pie | Izquierda Unida-Madrid en Pie            | José Lemus Mancera             | 110   | 1,66                                    | 0                                       |
| El Centro                     | El Centro                                | Rubén Cano Tordable            | 9     | 0,14                                    | 0                                       |
| Votos en blanco               | Votos en blanco                          | Votos en blanco                | 57    | 0,86                                    | n/a                                     |
| Votos válidos                 | Votos válidos                            | Votos válidos                  | 6552  | 100,00                                  | 17                                      |
| Votos nulos                   | Votos nulos                              | Votos nulos                    | 29    | Participación: · \| \| 66,99 % \| 1,55% | Participación: · \| \| 66,99 % \| 1,55% |
| Votantes                      | Votantes                                 | Votantes                       | 6638  | Participación: · \| \| 66,99 % \| 1,55% | Participación: · \| \| 66,99 % \| 1,55% |
| Electores                     | Electores                                | Electores                      | 9909  | Participación: · \| \| 66,99 % \| 1,55% | Participación: · \| \| 66,99 % \| 1,55% |
|                               | 66,99 %                                  |                                |       |                                         |                                         |

## Concejales electos
| N.º | Nombre                         | Lista | Lista             |
| --- | ------------------------------ | ----- | ----------------- |
| 1   | Antonio Barahona Menor         |       | PIM               |
| 2   | María Elena López Rodríguez    |       | PIM               |
| 3   | Fernando Montero Martín        |       | PIM               |
| 4   | María Isabel Mesas Garde       |       | PIM               |
| 5   | Antonio Fernando López Álvarez |       | PP                |
| 6   | Víctor Sánchez Sánchez         |       | VOX               |
| 7   | José Luis Luque Lorente        |       | PIM               |
| 8   | Carlos José Sánchez Balsalobre |       | Cs                |
| 9   | Diego López Luque              |       | PIM               |
| 10  | David Belinchón Santamaría     |       | PSOE              |
| 11  | Fernando Huerta Seoane         |       | PIM               |
| 12  | Divina Morales García          |       | PIM               |
| 13  | Silvia Amela Antolín           |       | Somos Villalbilla |
| 14  | María Teresa Gómez Díaz        |       | PIM               |
| 15  | Myriam Moya Herreros           |       | PP                |
| 16  | Ariel Eduardo Picech           |       | Vox               |
| 17  | Vannesa Aguilar Parra          |       | PIM               |